# ناجي زين الدين المصرف
ناجي زين الدين المصرف آل الشقاقي، مهندس وخطاط عراقي ولد في بغداد عام 1319 هـ/1901م، وهو من عائلة المصرف المعروفة في بغداد، ويرجع نسبهم إلى آل الشقاقي، والشقاقيون عرفوا في مدينة عنه وما جاورها، وهو ان السيد أحمد الشهير بالشقاقي ابن السيد الحاج محمد بن السيد أحمد الحموي شارح الاشباه والنظائر لابن نجيم، سكن فيها.
ولقد قدم للخط العربي الكثير ولعل أبرز ماقدم مجلداته الضخمة في الخط العربي (موسوعة الخط العربي منذ أقدم العصور).
وقد قضى ناجي المصرف فترة من حياته في مدينة السليمانية، شمال العراق حيث كان والده ضابطا في جيش الدولة العثمانية، وقد درس في المدرسة السلطانية العثمانية ودخل مدرسة الهندسة في بغداد، ومن منجزاته الهندسية تصميمه لخارطة بغداد، وعمل مهندساً في دائرة بلديات الموصل والحلة وكركوك والبصرة، وله مؤلفات عدة في الخط العربي منها كتاب للمشق والتحسين على طريقة محمود جلال الدين في خط الثلث، وله مصور الخط العربي وبدائع الخط العربي.
والخطاط ناجي هو والد الأديب والشاعر والمؤلف والمحقق المعروف الاستاذ هلال ناجي.

## وفاته
توفي في بغداد عام 1406هـ/1986م.